# Festa de l'Arbre i Ball del Cornut de Cornellà del Terri
Festa de l'Arbre i ball del Cornut de Cornellà del Terri és una festa tradicional d'interès nacional característica de Cornellà del Terri on se celebra la Plantada de l'Arbre de Maig i del carismàtic, enigmàtic i satíric ball de Cornuts.

## Festa de l'Arbre
Cada Dilluns de Pasqua al migdia, la gent del poble va a buscar el tronc del pollancre més alt que han trobat al municipi, i que el Divendres Sant ha estat tallat. El tronc és guarnit amb un plomall de pi al capdamunt i amb moltes banyes i corns. Tot seguit, els vilatans porten el tronc fins a la plaça. Arribat a la plaça, els veïns a força de braços, amb cordes i escales, aixequen el magnífic arbre de Maig que oneja la senyera catalana. L'arbre restarà de tal manera fins al Divendres Sant de l'any vinent.
Diversos personatges rememoren èpoques passades, la fi dels mals usos a la vila de Cornellà de Terri, l'any 1337, el cornut i les parelles de ball amb música inclosa.

## El ball del Cornut

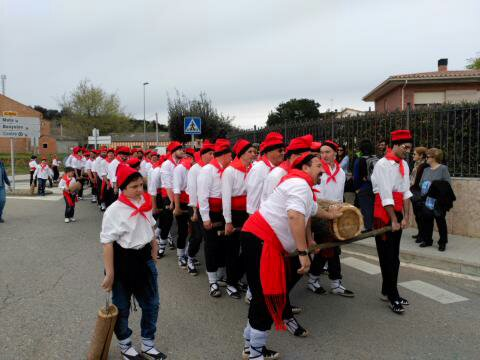
Festa de l'Arbre de Maig 2016

Aquest ball, que ve de temps immemorial, té la coreografia i música extreta del Costumari de Joan Amades. Consta d'un ball rodó a l'entorn d'un petit arbre amb banyes que ha estat plantat al mig de la plaça.
Un ballador que fa de cornut (porta al cap dues monumentals banyes) va saltant tot voltant per dins i per fora del cercle format per les sis parelles balladores.
Acabada la dansa, pren una balladora per la mà, i trencant la rotllana ballen per la plaça fins a sortir-ne.

## Influència
Sembla que aquesta festa podria recordar cerimònies del culte a divinitats romanes, relacionades amb manifestacions de petició per obtenir bones collites i, posteriorment, s'afegiria la joia del poble per la mort del feudal i la fi dels mals usos.